# Toxopsoides
Genre
Toxopsoides est un genre d'araignées aranéomorphes de la famille des Toxopidae.

## Distribution
Les espèces de ce genre se rencontrent en Australie et en Nouvelle-Zélande.

## Liste des espèces
Selon World Spider Catalog (version 18.5, 01/01/2018) :
- Toxopsoides erici Smith, 2013
- Toxopsoides huttoni Forster & Wilton, 1973
- Toxopsoides kathleenae Smith, 2013
- Toxopsoides macleayi Smith, 2013

## Publication originale
- Forster & Wilton, 1973 : The spiders of New Zealand. Part IV. Otago Museum Bulletin, vol. 4, p. 1-309.